# Kitty Cone
Curtis Seldon "Kitty" Cone (Champaign, 7 de abril de 1944 – Berkeley, 21 de marzo de 2015) fue una activista estadounidense que luchó por los derechos de las personas con discapacidad. Cone padecía distrofia muscular. Se mudó al Área de la Bahía de California en 1972 y comenzó a trabajar como organizadora comunitaria para el movimiento por los derechos de los discapacitados en 1974.  

## Trayectoria
Cone nació en 1944 en Illinois, y su familia se mudó a Florida una vez que su padre regresó de la Segunda Guerra Mundial. Mientras vivieron en Florida, su padre fue abogado, pero dejó el bufete y volvió a alistarse en el ejército una vez más y la familia se trasladó entonces a Georgia. Cuando era una niña, le diagnosticaron parálisis cerebral. Una vez que la familia estuvo en Georgia, comenzó a recibir tratamiento para su discapacidad, que en ese momento fue diagnosticada erróneamente. Unos años más tarde, se mudó con su familia a Maryland, donde comenzó a recibir tratamiento quirúrgico en el Centro Médico del Ejército Walter Reed. Las cirugías y los tratamientos a que fue sometida empeoraron su estado.  
Se trasladó con su madre de regreso a Champaign mientras su padre estaba sirviendo con el ejército en Japón. Durante sus primeros años de adolescencia, Cone utilizaba escayolas para caminar con el fin de estirar los tendones de sus piernas, pero en aquel momento no usaba muletas. Se le modificó el diagnóstico de parálisis cerebral a polio. Después de otras dos cirugías, comenzó a usar un bastón para caminar. Cuando Cone iba a la escuela Hope and Arms en Washington D. C., los edificios tenían varios pisos de altura. Sus primos, que iban a la misma escuela, comenzaron a transportarla escaleras arriba para poder asistir a las clases.  
Cuando Cone era adolescente, su familia se trasladó a Kentucky. Esta fue la primera vez que fue testigo de racismo manifiesto, atribuyéndolo a la segregación de su escuela. Fue ahí en donde empezó a involucrarse en acción social. 
Siendo infeliz en Kentucky, sus padres solicitaron en varios internados en Washington D. C.. Asistió al Seminario Mount Vernon. Tuvo éxito en el mundo académico y fue muy popular, pero fue expulsada después de un semestre. La razón de su expulsión tuvo que ver con su discapacidad y la responsabilidad que generaba para la escuela. La directora impuso reglas a Cone, tales como prohibirle ir al campo y, en última instancia, solo le dio la opción de que Cone asistiera durante el día sin ser estudiante del internado. Debido a su discapacidad y con su padre en el ejército, Cone asistió a un total de trece escuelas.
Fue a la Universidad de Illinois en donde comenzó a utilizar silla de ruedas para movilizarse. Ella era activa como animadora y en el Senado Estudiantil. Cuando se postuló para el Senado Estudiantil, fue entrevistada por Roger Ebert, que en ese momento era el editor de The Daily Illini. Al final de su primer año de universidad, su madre falleció repentinamente. Tenía cáncer, pero Cone no lo sabía. Se dice que su madre fue diagnosticada erróneamente con una enfermedad de los nervios. Terminó el semestre, pero regresó a casa una vez finalizado para ayudar a su hermano menor y se quedó ahí durante el otoño de 1963. Durante su siguiente año escolar se involucró con la NAACP. Fue en este momento cuando se implicó mucho con el Movimiento por los derechos civiles en Estados Unidos.  
Se fue debilitando durante su segundo año de universidad y le pidió al decano mudarse del campus a un apartamento propio, con idea de saber lo que era vivir por su cuenta antes de ser físicamente incapaz de hacerlo. También señaló que el toque de queda que se imponía a las mujeres en ese momento era difícil de compaginar con su activismo en la comunidad. El decano la hizo consultar con el jefe de su programa académico. La directora de su programa insinuó que su debilitamiento físico era debido a todas las protestas en las que participaba, y que solo quería vivir sola para poder tener relaciones sexuales.  
Durante su tiempo en el campus, se les aconsejó a ella y a otros estudiantes con discapacidades que no pidieran ni aceptaran ayuda de otros estudiantes, para no parecer débiles o no aptos para el empleo. Cone dejó la universidad a seis horas de obtener su licenciatura.  

## Activismo
Durante el tiempo que estuvo en la Universidad de Illinois, Cone organizó y participó en activismo contra la guerra de Vietnam, y sobre derechos civiles y pobreza.
En la primavera de 1967, Cone se mudó a Nueva York donde continuó su activismo contra la guerra que había iniciado mientras estaba en la Universidad de Illinois. 
Después de breves períodos en Chicago y Atlanta, Cone se trasladó a Oakland, California en 1974, donde entró en contacto con el Centro para la Vida Independiente. Le gustó el trabajo que estaban haciendo y se puso en contacto con Ed Roberts para trabajar en el Centro para la Vida Independiente. Cone tenía experiencia en organización política, por lo que fue contratada para el Departamento de Asuntos Comunitarios. Durante años, trabajó en este Departamento haciendo lobby en relación con salud y bienestar, organizando eventos políticos locales, estatales y nacionales, y trabajando en relación con las barreras de acceso arquitectónicas y en los medios de transporte. Fue allí donde organizó una coalición y comenzó a conseguir que se instalaran rampas y accesos a las aceras en Oakland.  
Cone organizó y participó en la protesta por los derechos de los discapacitados 504 Sit-in . Inicialmente, Joseph Califano, Secretario de Salud, Educación y Bienestar de los Estados Unidos, se negó a hacer regulaciones significativas para la Sección 504 de la Ley de Rehabilitación de 1973, que fue la primera norma de protección federal de derechos civiles para personas con discapacidades de los Estados Unidos. Después de haber dado un ultimátum y una fecha límite, el 5 de abril de 1977, ante el incumplimiento de los mismos se llevaron a cabo manifestaciones en diez ciudades de Estados Unidos. Incluido el comienzo de la sentada 504 en la Oficina de San Francisco del Departamento de Salud, Educación y Bienestar de los EE. UU. Esta sentada, dirigida por Judith Heumann y organizada por Kitty Cone, duró hasta el 4 de mayo de 1977, un total de 28 días, con más de 150 personas que participaron en la misma negándose a abandonar el edificio. Es la sentada/ocupación más larga en un edificio federal hasta la fecha. Joseph Califano firmó las regulaciones inalteradas el 28 de abril de 1977.
Durante la sentada 504, Cone solicitó su archivo del FBI y descubrió que estaba en una lista del FBI. Durante el tiempo que pasó en la Universidad de Illinois, se hizo marxista.
Después de que se firmaran las regulaciones de la Sección 504, Cone centró su activismo en los medios de transporte. Luchó por la aplicación de la Sección 504 protestando en la Terminal Transbay de San Francisco en 1978, organizando el Día de los Derechos Civiles de las Personas Discapacitadas en octubre de 1979 en San Francisco y presionando en Washington contra la enmienda Cleveland, que, de haber salido adelante, habría permitido a las agencias locales proporcionar servicios de paratránsito en lugar de crear sistemas de transporte público accesibles. En 1984 comenzó a trabajar en el instituto mundial de discapacidad, donde realizó una investigación sobre programas internacionales de asistencia y cuidado personal. En 1990, comenzó a trabajar para el servicio de asistencia legal del Fondo de Educación y Defensa de los Derechos de los Discapacitados (DREDF), y en 1993 se convirtió en la directora de desarrollo del mismo. Se jubiló en 1999, pero permaneció activa en el ámbito del DREDF.

## Vida personal
Cone era abiertamente lesbiana, y adoptó y crio a un hijo llamado Jorge en 1981, procedente de México. Era alcohólica y dejó de beber en la década de 1970.

## Muerte
Kitty Cone murió el 21 de marzo de 2015 en Berkeley, California. 